# اوسوویتس (شهرستان مونگکی)
اوسوویتس (به لهستانی:  Osowiec) یک روستا در لهستان است که در گمینا گونگانز واقع شده‌است. اوسوویتس ۶۰ نفر جمعیت دارد.